# إيمان عبد الأحد
إيمان عبد الأحد من (مواليد 21 يوليوز 1994) في فاس ، لاعبة كرة قدم مغربية دولية تلعب كحارسة مرمى لنادي سبورتينغ الدار البيضاء.
في نوفمبر 2023، ترشحت إيمان للفوز بجائزة أفضل حارسة في القارة الإفريقية، بعد أدائها الكبير في بطولة دوري أبطال إفريقيا، ووصولها إلى نهائي البطولة، لأول مرة في تاريخ نادي سبورتينغ الدار البيضاء ومن أول مشاركة.

## سيرة شخصية

### مسيرتها الكروية
بدأت إيمان عبد الأحد مسيرتها الكروية في سن 15 عامًا مع نادي الوداد الرياضي. لعبت في موسم 2017-18 في الدوري التركي الأول للسيدات مع فريق بشيكتاش التركي، رغم أن هذه التجربة الكروية كانت قصيرة الا أن إيمان لعبت خلالها ست مباريات.
ثم عادت إلى المغرب ولعبت موسما مع عين عتيق وموسمين مع اتحاد طنجة، قبل أن تنضم سنة 2021 إلى نادي سبورتينغ الدار البيضاء.
في 14 نوفمبر 2023، ترشحت عبد الأحد لجائزة أفضل حارسة مرمى في قارة إفريقيا من قبل الاتحاد الإفريقي لكرة القدم.

#### دوري أبطال إفريقيا 2023
تمكنت إيمان من قيادة فريقها نادي سبورتينغ الدار البيضاء لأول مرة في تاريخه ومن أول مشاركة إلى نهائي البطولة بعد تصدياتها الحاسمة في نصف نهائي البطولة ، وتصديها لركلة جزاء في ركلات الترجيح، لتتوج بأفضل لاعبة في المباراة. لتنهين البطولة في المركز الثاني.

### المسيرة الكروية مع المنتخب المغربي
تم استدعاء إيمان عبد الأحد بانتظام للعب ضمن التشكيلة الرسمية للمنتخب الوطني منذ عام 2011 كحارسة مرمى ثانية أو ثالثة.
في أكتوبر 2018 ، استدعى المدرب كريم بن شريفة ايمان عبد الاحد لمواجهة مزدوجة ودية ضد المنتخب الجزائري فيمدينة القنيطرة . لم تشارك ايمان عبد الاحد في المباراة الأولى التي شهدت فوز المغرب (3-1) ، لكنها لعبت المباراة الثانية التي انتهت بفوز جزائري (1-0),.
تم اختيار ايمان عبد الاحد من قبل لمياء بومهدي في نوفمبر 2020 للمشاركة في مواجهة ودية مزدوجة ضد منتخب غانا في أكرا . لكنها لم تحظى بوقت للعب خلال هذه الدورة التدريبية.
في سبتمبر 2021 ، كانت ضمن مجموعة اللاعبات اللاتي شاركن في كأس عائشة بخاري كحارسة مرمى احتياطية لخديجة الرميشي.

### كأس الأمم الأفريقية 2022
في يوليوز 2022 ، احتفظ بها المدرب رينالد بيدروز في قائمة 26 لاعبة اللاتي تم استدعاؤهن للمشاركة في كأس إفريقيا للأمم 2022.
على الرغم من أنها في المجموعة المشاركة في كأس إفريقيا للأمم 2022 ، إلا أنها ظلت حارسة احتياطية ولم تلعب أية مباراة.

### الاستعدادات لكأس العالم 2023
استدعى المدرب بيدرو اللاعبة إيمان عبد الأحد في نوفمبر 2022 للمشاركة في مباراتين وديتين ضد أيرلندا في ماربيا.

## الإنجازات
سبورتينغ الدار البيضاء
- دوري أبطال إفريقيا للسيدات :
  -  : 2023
- بطولة شمال إفريقيا :
  -  : 2023

 المغرب
- كأس أمم إفريقيا للسيدات :
  -  : 2022